# Farhat Mustafin
Farhat Mustafin, né le 7 septembre 1950 à Moscou, est un lutteur gréco-romain de nationalité soviétique. Il est le père de la gymnaste Aliya Mustafina.
Concourant dans la catégorie des moins de 57 kg, il remporte la médaille de bronze aux Jeux olympiques d'été de 1976 à Montréal.
Il est médaillé d'or aux Championnats du monde de 1974 et 1975 et médaillé d'argent en 1977. Il est aussi champion d'Europe en 1974 et en 1976, médaillé d'argent en 1975 et 1977 et médaillé de bronze en 1981.